# 41e Grammy Awards
De 41e uitreiking van de jaarlijkse Grammy Awards vond plaats op 24 februari 1999 in het Shrine Auditorium in Los Angeles. De uitreiking werd gepresenteerd door Rosie O'Donnell en uitgezonden door CBS. Voor het eerst werd de ceremonie ook uitgezonden via een livestream op internet.
Deze editie van de Grammy's wordt ook wel de "Grammy Year of Women" genoemd omdat er opmerkelijk veel vrouwelijke winnaars waren. Alleen al in de categorie Album of the Year waren vier van de vijf genomineerden vrouw (de vijfde was de band Garbage, met zangeres Shirley Manson). Deze categorie werd gewonnen door Lauryn Hill, een van haar vijf Grammy's die avond. Ook Celine Dion, Madonna, Shania Twain, Dixie Chicks en Alanis Morissette namen meerdere prijzen mee naar huis.
Met vijf Grammy's was Hill de grote winnaar. Ze zorgde voor twee primeurs: ze was de eerste vrouw die zoveel Grammy's op één avond won, en ze was de eerste hip-hopartiest die de Grammy voor Album of the Year won. In het licht van haar succes op die avond is het verbazingwekkend te noemen dat ze The Miseducation of Lauryn Hill nooit heeft kunnen opvolgen met een nieuw album. Van alle winnaars van de Album of the Year-categorie sinds 1990 zijn er maar twee die (tot op heden) nog geen opvolger van het winnende album hebben gemaakt: Lauryn Hill en Dixie Chicks, winnaars in 2007.
Dixie Chicks wonnen in 1999 hun eerste Grammy's in de country-categorie, onder meer voor beste country-album. Een andere countryster was Shania Twain, die eveneens twee Grammy's won dankzij het nummer You're Still The One.
Celine Dion had succes met My Heart Will Go On uit Titanic, waarvoor ze onder meer de categorie Record of the Year won. Het nummer leverde nog eens twee Grammy's op voor de componisten ervan, James Horner en Will Jennings.
Madonna won drie Grammy's: voor beste pop-album (voor Ray of Light), beste video en beste dance-nummer (voor het titelnummer van het album). Tot 1999 had Madonna slechts één Grammy gewonnen, in 1992.
Naast componist James Horner, Lauryn Hill en Madonna wist niemand meer dan twee Grammy's te winnen. De dirigent Robert Shaw won twee postume Grammy's; hij was een maand voor de ceremonie overleden. Collega-dirigent Pierre Boulez won z'n 21e en 22e Grammy Award, terwijl oudgedienden Lou Reed, Robert Plant, Jimmy Page en Elvis Costello voor het eerst een Grammy Award wonnen. De nog jonge rapper Jay-Z veroverde z'n eerste van 22 Grammy's.
In 1999 werd het aantal winnaars van een Grammy Award overigens flink uitgebreid, omdat vanaf nu ook technisch personeel (technici, (re)mixers, etc.) aanspraak konden maken op een Grammy als een album waarvoor zij hadden gewerkt werd onderscheiden. Zo werd de Grammy voor Album of the Year uitgereikt aan negen mensen: aan Lauryn Hill als artiest en producer, en aan acht technici/mixers.

## Winnaars

### Algemeen
- Album of the Year
  - "The Miseducation of Lauryn Hill" - Lauryn Hill
  - Lauryn Hill (producer); Chris Theis, Comissioner Gordon, Johnny Wydrycz, Ken Johnston, Matt Howe, Storm Jefferson, Tony Prendatt & Warren Riker (technici/mixers)
- Record of the Year
  - "My Heart Will Go On" - Celine Dion
  - James Horner, Simon Franglen & Walter Afanasieff (producers); David Gleeson, Humberto Gatica & Simon Franglen (technici/mixers)
- Song of the Year
  - "My Heart Will Go On" - James Horner & Will Jennings (componisten) (uitvoerende: Celine Dion)
- Best New Artist
  - Lauryn Hill

### Pop
- Best Pop Vocal Performance (zangeres)
  - "My Heart Will Go On" - Celine Dion
- Best Pop Vocal Performance (zanger)
  - "My Father's Eyes" - Eric Clapton
- Best Pop Vocal Performance (duo/groep)
  - "Jump, Jive an' Wail" - Brian Setzer Orchestra
- Best Pop Collaboration with Vocals (Beste eenmalige samenwerking)
  - "I Still Have That Other Girl" - Burt Bacharach & Elvis Costello
- Best Pop Instrumental Performance
  - "Sleepwalk" - Brian Setzer Orchestra
- Best Pop Album
  - "Ray of Light" - Madonna
  - Madonna & William Orbit (producers); David Reitzas, Jon Ingoldsby & Pat McCarthy (technici/mixers)
- Best Dance Recording
  - "Ray of Light" - Madonna
  - Madonna & William Orbit (producers); Pat McCarthy (mixer)

### Country
- Best Country Vocal Performance (zangeres)
  - "You're Still The One" - Shania Twain
- Best Country Vocal Performance (zanger)
  - "If You Ever Have Forever in Mind" - Vince Gill
- Best Country Vocal Performance (duo/groep)
  - "There's Your Trouble" - Dixie Chicks
- Best Country Collaboration with Vocals (Beste eenmalige samenwerking)
  - "Same Old Train" - Clint Black, Joe Diffie, Merle Haggard, Emmylou Harris, Alison Krauss, Patty Loveless, Earl Scruggs, Ricky Skaggs, Marty Stuart, Pam Tillis, Randy Travis, Travis Tritt & Dwight Yoakam
- Best Country Instrumental Performance
  - "A Soldier's Joy" - Vince Gill & Randy Scruggs
- Best Country Song
  - Robert John "Mutt" Lange & Shania Twain voor You're Still The One, uitvoerende: Shania Twain
- Best Country Album
  - "Wide Open Spaces" - Dixie Chicks
- Best Bluegrass Album
  - "Bluegrass Rules!" - Ricky Skaggs & Kentucky Thunder

### R&B
- Best R&B Vocal Performance (zangeres)
  - "Doo Wop (That Thing)" - Lauryn Hill
- Best R&B Vocal Performance (zanger)
  - "St Louis Blues" - Stevie Wonder
- Best R&B Vocal Performance (duo/groep)
  - "The Boy is Mine" - Brandy & Monica
- Best Traditional R&B Vocal Performance
  - "Live! One Night Only" - Patti LaBelle
- Best R&B Song
  - Lauryn Hill (componist) voor Doo Wop (That Thing), uitvoerende: Lauryn Hill
- Best R&B Album
  - "The Miseducation of Lauryn Hill" - Lauryn Hill

### Rap
- Best Rap Solo Performance
  - "Gettin' Jiggy Wit It" - Will Smith
- Best Rap Performance (duo/groep)
  - "Intergalactic" - Beastie Boys
- Best Rap Album
  - "Vol. 2...The Hard Knock Life" - Jay-Z

### Rock
- Best Rock Vocal Performance (zangeres)
  - "Uninvited" - Alanis Morissette
- Best Rock Vocal Performance (zanger)
  - "Fly Away" - Lenny Kravitz
- Best Rock Vocal Performance (duo/groep)
  - "Pink" - Aerosmith
- Best Rock Instrumental Performance
  - "The Roots of Coincidence" - Pat Metheny Group
- Best Hard Rock Performance
  - "Most High" - Jimmy Page & Robert Plant
- Best Metal Performance
  - "Better Than You" - Metallica
- Best Rock Song
  - Alanis Morissette (componist) voor Uninvited, uitvoerende: Alanis Morissette
- Best Rock Album
  - "The Globe Sessions" - Sheryl Crow

### Traditional Pop
- Best Traditional Pop Vocal Performance
  - "Live at Carnegie Hall: The 50th Anniversary Concert" - Patti Page

### Alternative
- Best Alternative Music Performance
  - "Hello Nasty" - Beastie Boys

### Blues
- Best Traditional Blues Album
  - "Any Place I'm Going" - Otis Rush
- Best Contemporary Blues Album
  - "Slow Down" - Keb' Mo'

### Folk
- Best Traditional Folk Album
  - "Long Journey Home" - The Chieftains
- Best Contemporary Folk Album
  - "Car Wheels on a Gravel Road" - Lucinda Williams

### Polka
- Best Polka Album
  - "Dance With Me" - Jimmy Sturr & his Orchestra

### Latin
- Best Latin Pop Performance
  - "Vuelve" - Ricky Martin
- Best Tropical Latin Performance
  - "Contra La Corriente" - Marc Anthony
- Best Mexican-American Music Performance
  - "Los Super Seven" - Los Super Seven
- Best Latin Rock/Alternative Performance
  - "Suenos Liquidos" - Maná
- Best Tejano Music Performance
  - "Said and Done" - Flaco Jiménez

### Reggae
- Best Reggae Album
  - "Friends" - Sly & Robbie

### Gospel
- Best Pop/Contemporary Gospel Album
  - "This Is My Song" - Deniece Williams
- Best Rock Gospel Album
  - "You Are There" - Ashley Cleveland
- Best Traditional Soul Gospel Album
  - "He Leadeth Me" - Cissy Houston
- Best Contemporary Soul Gospel Album
  - "The Nu Nation Project" - Kirk Franklin
- Best Southern, Country or Bluegrass Gospel Album
  - "The Apostle - Music From and Inspired By the Motion Picture" - Peter Afterman, John Huie & Ken Levitan (producers) (diverse uitvoerenden)
- Best Gospel Choir or Chorus Album
  - "Reflections" - O'Landa Draper & The Associates Choir

### Jazz
- Best Jazz Instrumental Solo
  - "Rhumbata" - Chick Corea & Gary Burton
- Best Jazz Instrumental Performance (solist/groep)
  - "Gershwin's World" - Herbie Hancock
- Best Large Jazz Ensemble Performance (big band)
  - "Count Plays Duke" - Grover Mitchell (dirigent; uitvoerenden: Count Basie Orchestra)
- Best Jazz Vocal Performance
  - "I Remember Miles" - Shirley Horn
- Best Contemporary Jazz Performance
  - "Imaginary Day" - Pat Metheny
- Best Latin Jazz Performance
  - "Hot House" - Arturo Sandoval

### New Age
- Best New Age Album
  - "Landmarks" - Clannad

### Wereldmuziek
- Best World Music Album
  - "Quanta Live" - Gilberto Gil

### Klassieke muziek
Vetgedrukte namen ontvingen een Grammy. Overige uitvoerenden, zoals orkesten, solisten e.d., die niet in aanmerking kwamen voor een Grammy, staan in kleine letters vermeld.
- Best Orchestral Performance
  - "Mahler: Symphony No. 9" - Pierre Boulez (dirigent)
  - Chicago Symphony Orchestra, orkest
- Best Classical Vocal Performance
  - "The Beautiful Voice (Works of Charpentier, Gounod, etc.)" - Renee Fleming (soliste)
  - English Chamber Orchestra o.l.v. Jeffrey Tate
- Best Opera Recording
  - "Bartók: Bluebeard's Castle" - Jessye Norman & Laszlo Polgar (solisten); Pierre Boulez (dirigent); Karl-August Naegler (producer)
  - Chicago Symphony Orchestra, orkest
- Best Choral Performance
  - "Barber: Prayers for Kierkegaard/Vaughan Williams: Dona Nobis Pacem/Bartók: Cantata Profana" - Robert Shaw (dirigent)
  - Atlanta Symphony Orchestra & Chorus, koor en orkest
- Best Instrumental Soloist Performance (zonder orkestbegeleiding)
  - "Bach: English Suites Nos. 1, 3 & 6" - Murray Perahia
- Best Small Ensemble Performance
  - "Reich: Music for 18 Musicians" - Steve Reich
- Best Chamber Music Performance
  - "American Scenes" - André Previn & Gil Shaham
- Best Classical Contemporary Composition
  - Krzysztof Penderecki (componist) voor Violin Concerto No. 2 "Metamorphosen" , uitvoerenden: Anne Sophie Mutter & The London Symphony Orchestra
- Best Classical Album
  - "Barber: Prayers of Kierkegaard/Vaughan Williams: Dona Nobis Pacem/Bartók: Cantata Profana" - Robert Shaw (dirigent); James Mallinson (producer)
  - Atlanta Symphony Orchestra & Chorus, koor en orkest
- Best Classical Crossover Album
  - "Soul of the Tango - The Music of Astor Piazolla" - Jorge Calandrelli (dirigent); Yo Yo Ma (solist)

### Composing & Arranging (composities en arrangementen)
- Best Instrumental Composition
  - Future Man, Béla Fleck & Victor Wooten (componisten) voor Almost 12, uitvoerenden: Béla Fleck & The Flecktones
- Best Song Written for a Motion Picture or Television (Beste nummer geschreven voor tv- of filmsoundtrack)
  - James Horner & Will Jennings (componisten) voor My Heart Will Go On, uitvoerenden: Celine Dion
- Best Instrumental Composition Written for a Motion Picture or Television (Beste instrumentale compositie voor tv- of filmsoundtrack)
  - John Williams voor Saving Private Ryan
- Best Instrumental Arrangement
  - Don Sebesky (arrangeur) voor Waltz for Debby, uitvoerende: Jean-Yves Thibaudet
- Best Instrumental Arrangement Accompanying Vocal(s) (Beste instrumentale arrangement van stuk met zang)
  - Herbie Hancock, Robert Sadin & Stevie Wonder (arrangeurs) voor St. Louis Blues, uitvoerende: Stevie Wonder

### Kinderrepertoire
- Best Musical Album for Children
  - "Elmopalooza!" - John Boylan (producer), uitvoerenden: Sesame Street cast
- Best Spoken Word Album for Children
  - "The Children's Shakespeare" - Dan Musselman & Stefan Rudnicki (producers), uitvoerenden: diverse artiesten

### Musical
- Best Musical Show Album
  - "The Lion King" - Mark Mancina (producer), uitvoerenden: Broadway cast

### Hoezen
- Best Recording Package
  - Kevin Reagan (ontwerper) voor Ray of Light, uitvoerende: Madonna
- Best Boxed Recording Package
  - Jim Kemp & Virginia Team (ontwerpers) voor The Complete Hank Williams, uitvoerende: Hank Williams
- Best Album Notes (hoestekst)
  - Bob Belden, Michael Cuscuna & Todd Coolman (schrijvers) voor Miles Davis Quintet 1965-1968, uitvoerende: Miles Davis

### Production & Engineering (productie & techniek
- Best Engineered Album, Non-Classical (Beste techniek op niet-klassiek album)
  - Andy Wallace, Tchad Blake & Trina Shoemaker (technici) voor The Globe Sessions, uitvoerende: Sheryl Crow
- Best Engineered Album, Classical (Beste techniek op klassiek album)
  - Jack Renner (technicus) voor Barber: Prayers Of Kierkegaard/Vaughan Williams: Dona Nobis Pacem/Bartok: Cantata Profana, uitvoerenden: Atlanta Symphony Orchestra & Chorus o.l.v. Robert Shaw
- Producer of the Year, Non-Classical
  - Rob Cavallo
- Producer of the Year, Classical
  - Steven Epstein
- Remixer of the Year, Non-Classical
  - David Morales

### Gesproken Woord
- Best Spoken Word Album
  - "Still Me" - Christopher Reeve
- Best Spoken Comedy Album
  - "The 2000 Year Old Men in the Year 2000" - Mel Brooks & Carl Reiner

### Historisch
- Best Historical Album
  - "The Complete Hank Williams" - Colin Escott, Kira Florita, Kyle Young (producers), Joseph M. Palmaccio & Tom Ruff (technici)

### Video
- Best Short Form Music Video (clip)
  - "Ray of Light" - Madonna (uitvoerende), Jonas Akerlund (regisseur), Billy Poveda & Nicola Doring (producers)
- Best Long Form Music Video (film/documentaire)
  - "American Masters - Lou Reed: Rock and Roll Heart" - Lou Reed (uitvoerende), Timothy Greenfield-Sanders (regisseur), Karen Bernstein, Susan Lacy, Tamar Hacker & Timothy Greenfield-Sanders (producers)